# Учение о трёх стилях
Учение о трёх сти́лях — классификация стилей в риторике и поэтике, различающая три стиля: высокий, средний и низкий (простой).
В риторике эллинистического периода было создано учение о трёх стилях, входящее в раздел элокуции. Они различались по степени интенсивности использования риторических средств (лексики, синтаксиса, риторических фигур), отличающих ораторскую речь от разговорной. Больше всего отклонялся высокий стиль (лат. genus grande, genus  sublime), меньше — средний (лат. genus medium, genus floridum), ещё меньше — простой (лат. genus tenue, genus subtile).
Учение о трёх стилях использовалось в древнеримской, средневековой и новоевропейской литературе. Из французских классицистов его предписывал Ф. Фенелон в своем «Рассуждении о красноречии».
М. В. Ломоносов использовал учение о трёх стилях для построения стилистической системы русского языка и русской литературы. Три «штиля» по Ломоносову:
1. Высокий штиль — высокий, торжественный, величавый. Жанры: ода, героические поэмы, трагедии, ораторская речь.
2. Средний штиль — элегии, драмы, сатиры, эклоги, дружеские сочинения.
3. Низкий штиль — комедии, письма, песни, басни.